# Laojie (métro de Shenzhen)
Laojie (en chinois : 老街站) est une station du métro de Shenzhen, dans la province de Guangdong, en République populaire de Chine (RPC). Elle est sur la ligne 1 appelée aussi Ligne de Luo Bao et la ligne 3 appelée aussi Ligne de Long Gang.

## Situation sur le réseau
la station Laojie est située sur les lignes 1 et  3 du métro de Shenzhen.

## Histoire
Elle est mise en service le 28 décembre 2004.

## Service des voyageurs

### Intermodalité

Station Laojie
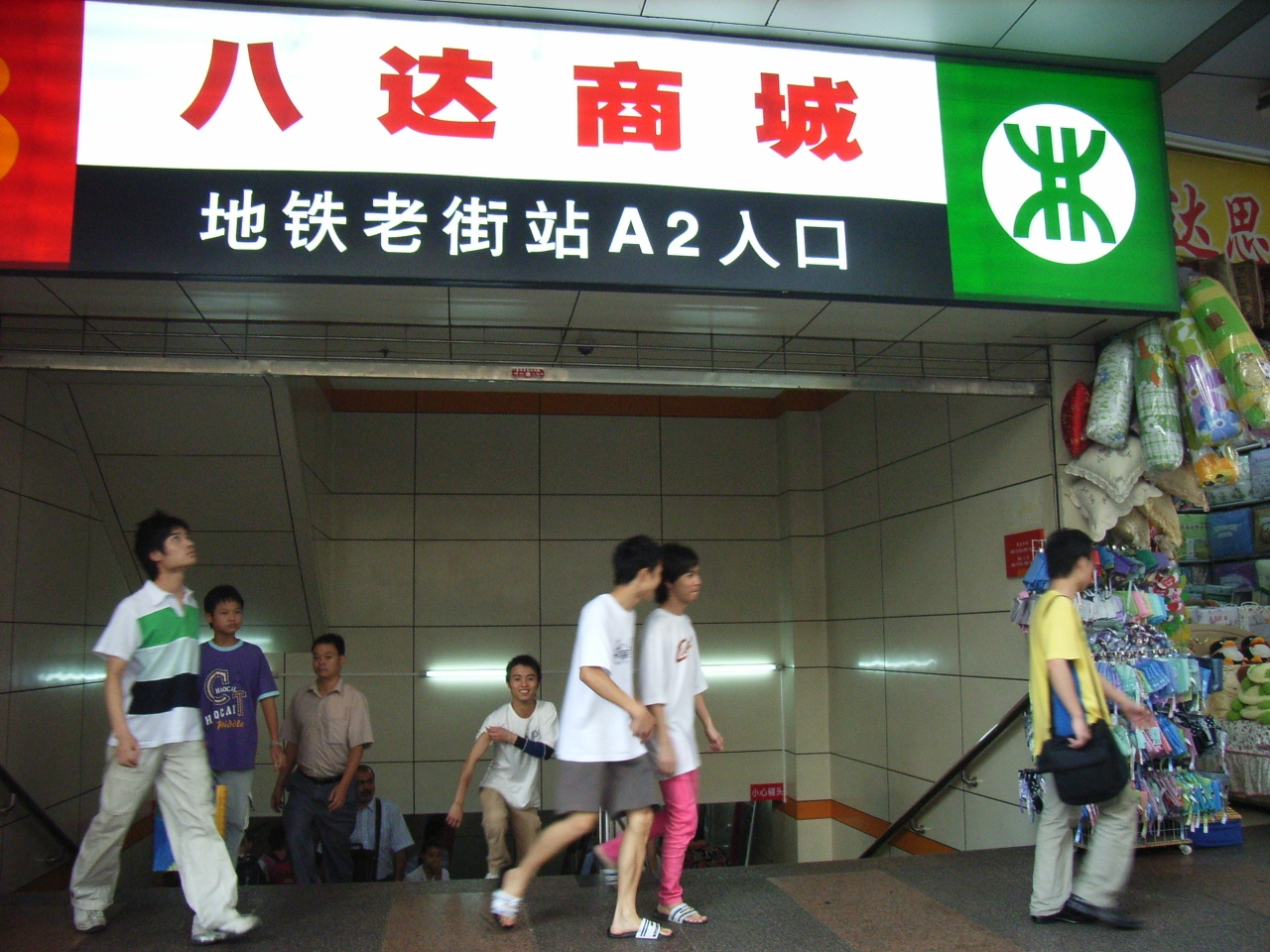
Bouche.
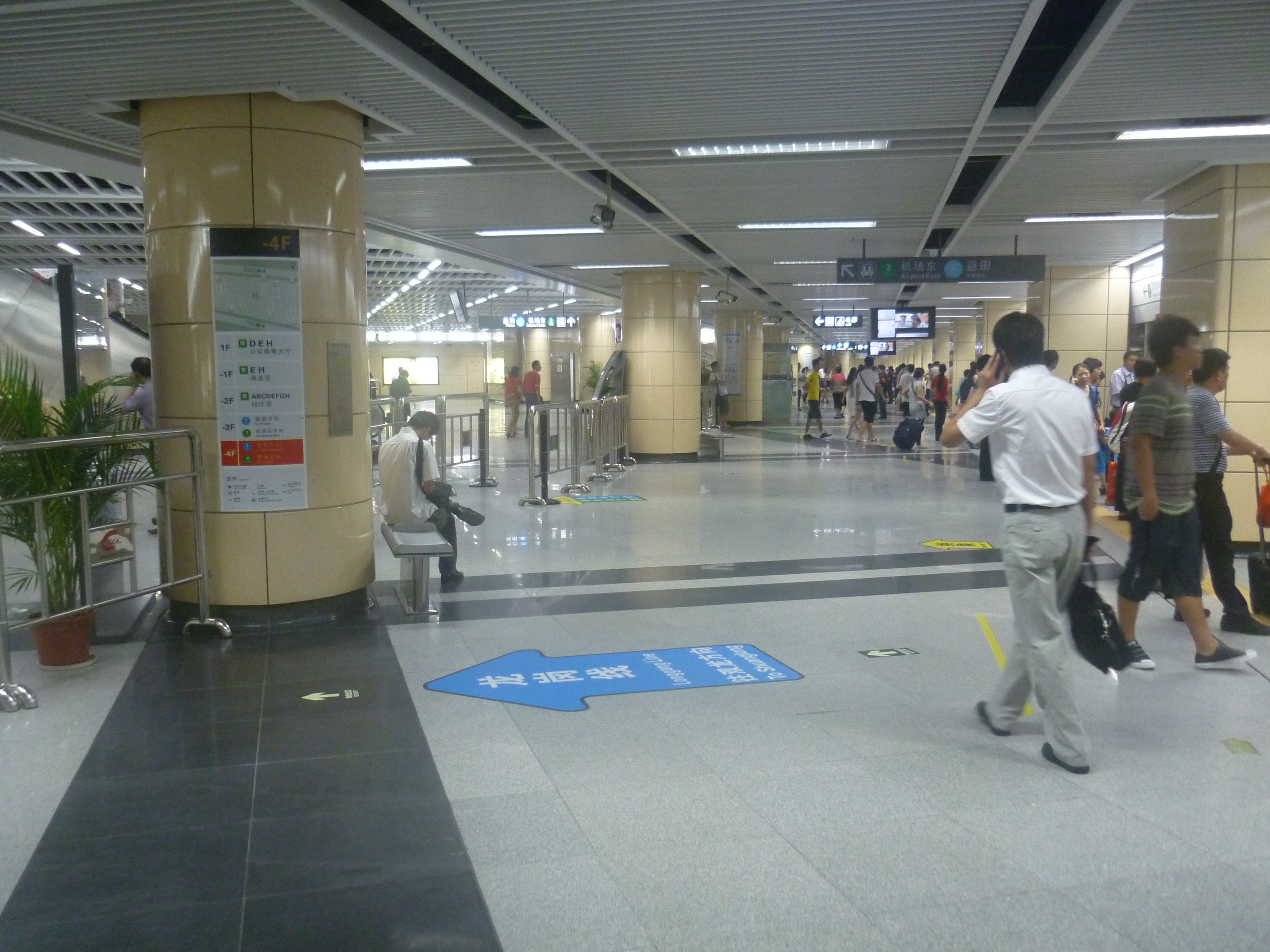
Intérieure.